# Torsten Eklund
Torsten Johannes Eklund, född den 30 juni 1900 i Hannäs församling, Kalmar län, död den 24 juli 1982 i Lund, var en svensk litteraturvetare och folkhögskoleman.

## Biografi
Eklund avlade studentexamen i Norrköping 1918, filosofie kandidatexamen vid Uppsala universitet 1919 och filosofie licentiatexamen där 1926. Han var lärare vid Jakobsbergs folkhögskola 1928–1948 (vikarierande från 1926), rektor där 1948–1965 och vid Svenska bokhandelsskolan 1939–1958. Eklund promoverades till filosofie doktor 1948 och var docent i litteraturhistoria vid Stockholms högskola 1951–1958. Han var tillförordnad filmcensor 1949–1971 och vikarierande chef för Statens biografbyrå 1951–1953. Eklund var sekreterare i Strindbergssällskapet 1945–1954 och ordförande där 1954–1965. Han tilldelades professors namn 1975.

### Medverkande
- August Strindberg, Från Fjärdingen till Blå tornet: ett brevurval 1870–1912, red. (Stockholm: Bonniers, 1946)
- August Strindberg, Före Röda rummet: Strindbergs ungdomsjournalistik, red. (Stockholm: Bonniers, 1946)
- August Strindberg, August Strindbergs brev, 15 vol., red. (Stockholm: Bonniers, 1948–1976)
- Uppsala i närbild, red. tillsammans med Nils E. Taube, Mats Rehnberg och Bengt Åhlén (Stockholm: Wahlström & Wistrand, 1948)
- August Strindberg, Mannaår och ålderdom, 2 vol., red. tillsammans med Stellan Ahlström (Stockholm: Wahlström & Wistrand, 1961)
- August Strindberg, Ur Ockulta dagboken: äktenskapet med Harriet Bosse, red. (Stockholm: Bonniers, 1963)